# Острозька гімназія

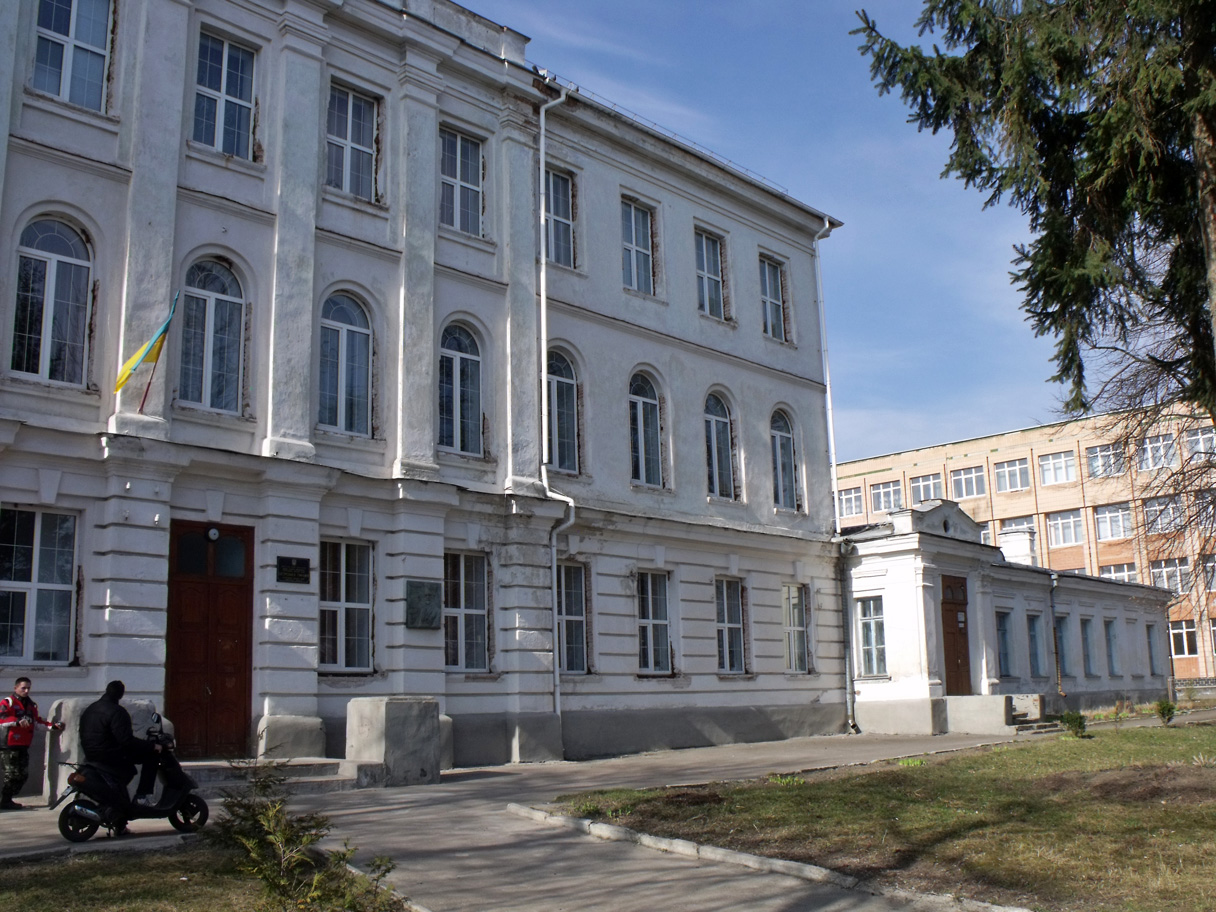

Острозька гімназія — навчальний заклад — повна (8-річна) гімназія для хлопців у повітовому місті Острог Волинської губернії, що існувала в період 1897—1921 років. Відіграла значну роль в культурному й освітньому житті міста наприкінці XIX — на початку XX століття. Мала славні традиції, відома низкою видатних учнів та випускників.
Будинок було побудовано за проектом знаменитого київського архітектора Павла Шлейфера для Острозької семінарії, яку було відкрито 1 листопада 1875 року.
Острозька учительська семінарія була однією з трьох найперших та найбільших на території України.
З 1889 року у цьому будинку також розмістилися класи Острозької прогімназії, споруда якої у нинішньому парку Шевченка після грандіозної пожежі згоріла вщент. А з 1897 року, коли учительська семінарія з Острога у 1893 році переїхала у помонастирські будівлі у селі Великі Дедеркали Кременецького повіту, прогімназія була реорганізована у повну класичну гімназію з кількома сотнями учнів.
Острозька чоловіча гімназія, яка перебувала у підпорядкуванні Попечителя Київського навчального округу та віданні Міністерства народної освіти, утримувалася на кошти держави та за рахунок плати за навчання.
У 1921—1939 роках, коли Острог входив до складу Польщі, в цьому будинку на площі Юліуша Словацького 6 функціонувала польськомовна гімназія імені Марії Конопницької № 705.
З 2005 року у будинку на Площі Декабристів, 6 розташований Острозький навчально-виховний комплекс «Школа І-ІІІ ступенів-гімназія».

## Випускники
- Шандрук Павло Феофанович
- Павлюк Антін
- Тимофій (Шреттер)
- Дмитро Мануїльський
- Іван Огієнко (Митрополит Іларіон)
- Агатангел Кримський
- Микола Ковальський[12]
- Валентин Садовський[12]
- Володимир Сальський